# Felix Fischer (Fußballspieler)
Felix Fischer (* 10. November 2006 in Wien) ist ein österreichischer Fußballspieler.

## Karriere
Fischer begann seine Karriere beim SC Himberg. Im September 2014 wechselte er in die Jugend des FK Austria Wien, bei dem er ab der Saison 2020/21 auch sämtliche Altersstufen in der Akademie durchlief. Im April 2025 debütierte er für die Amateure der Wiener in der Regionalliga. In der Saison 2024/25 absolvierte er fünf Partien, mit den Young Violets stieg er in die 2. Liga auf.
Sein Debüt in der 2. Liga gab Fischer im August 2025, als er am ersten Spieltag der Saison 2025/26 gegen den SKN St. Pölten in der 87. Minute für Dominik Nisandzic eingewechselt wurde.